# Zimbabwesångare
Zimbabwesångare (Oreophilais robertsi) är en afrikansk fågel i familjen cistikolor inom ordningen tättingar.

## Utseende och läte
Zimbabwesångaren är en färglöst gråbrun Prinia-liknande sångare med lång och avsmalnad stjärt, ljusgrå strupe, skäraktiga ben och ockrafärgade ögon. Från flockar hörs upprepade och ljusa "nyerk-nyerk-nyerk" och andra sträva toner. Inom utbredningsområdet förekommer liknande chirindaapalisen, men denna är gråare, med vitspetsad stjärt och annorlunda läte.

## Utbredning och systematik
Som namnet avslöjar återfinns arten i höglänta skogar i östra Zimbabwe, men även närliggande sydvästra Moçambique. Zimbabwesångare placeras som ensam art i släktet Oreophilais. Tidigare placerades den tillsammans med prioniorna i Prinia, men DNA-studier visar att zimbabwesångaren är närmare släkt med apaliser och eremomelor.

## Levnadssätt
Zimbabwesångare hittas i skogsområden, undervegetation, skogsbryn och bland bräkenväxter. Den ses i par eller familjegrupper, ofta som en del av kringvandrande artblandade flockar.

## Status
Trots att arten har ett begränsat utbredningsområde anses den inte som hotad utan kategoriseras som livskraftig av internationella naturvårdsunionen IUCN. Populationsutvecklingen tros vara stabil. Världspopulationen har inte uppskattats, men den beskrivs som lokalt vanlig.

## Namn
Fågelns vetenskapliga artnamn hedrar den sydafrikanska zoologen Austin Roberts (1883-1948). På svenska har den tidigare kallats sotprinia.